# Pawel Sergejewitsch Gratschow

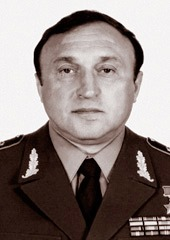
Pawel Sergejewitsch Gratschow

Pawel Sergejewitsch Gratschow (russisch Павел Сергеевич Грачёв, wiss. Transliteration Pavel Sergeevič Gračëv; * 1. Januar 1948 im Dorf Rwy in der Oblast Tula; † 23. September 2012 in Krasnogorsk) war ein sowjetischer und russischer Offizier und Politiker. Er war von 1992 bis 1996 Verteidigungsminister Russlands.

## Leben
Gratschow trat 1965 in die Sowjetarmee ein, absolvierte die Offiziershochschule der Luftlandetruppen in Rjasan und die Militärakademie „M.W. Frunse“ in Moskau, von der er 1981 abging. 1982 bis 1983 kommandierte er im Krieg in Afghanistan ein Fallschirmjägerregiment und 1985 bis 1988 die 103. Garde-Luftlande-Division. Er besuchte dann die Akademie des Generalstabs, die er 1990 absolvierte. Gratschow hatte zuletzt den Rang eines Armeegenerals und trug seit 1988 den Titel Held der Sowjetunion. Am 7. April 1992 wurde er Erster Stellvertretender Verteidigungsminister und bereits am 21. Mai 1992 Verteidigungsminister. Gratschow wurde bekannt, weil in seiner Amtszeit der erste Tschetschenienkrieg begonnen wurde. Die inkompetente Durchführung dieses Unternehmens suchte Gratschow unter anderem mit martialischen Parolen zu bemänteln. Außerdem war er in schwere Korruptionsskandale verwickelt.
Seine entscheidenden Verdienste errang er 1991 und 1993. Im Augustputsch 1991 versagte er dem Staatskomitee für den Ausnahmezustand der Putschisten die Unterstützung, im Blutvergießen der Verfassungskrise von 1993 hielt er indessen loyal zu Präsident Boris Jelzin und war für einige Tage Vizepräsident. Den Rang eines Marschalls, den ihm Schirinowski 1995 im Falle seines Wahlsieges in Aussicht gestellt hatte, erreichte er indessen nie. Am 18. Juni 1996 wurde er als Verteidigungsminister durch Jelzin entlassen.
1999 wurde ihm die Ehrenbürgerschaft der Stadt Jerewan verliehen.